# Interstate H-2
L'Interstate H-2 (abrégé H-2) est une autoroute inter-États américaine située sur l'île d'Oahu à Hawaii. Elle est également appelée « autoroute commémorative des anciens combattants » (Veterans Memorial Freeway). Malgré son numéro d'autoroute, elle possède un axe sud-nord (les numéros des autoroutes inter-États d'Hawaii dépendent de l'ordre de leur financement et de leur construction). Son extrémité sud se trouve à Pearl City, à un croisement avec l'Interstate H-1. Son extrémité nord se trouve à Wahiawa, à un croisement avec le Kamehameha Highway.

## Description du tracé

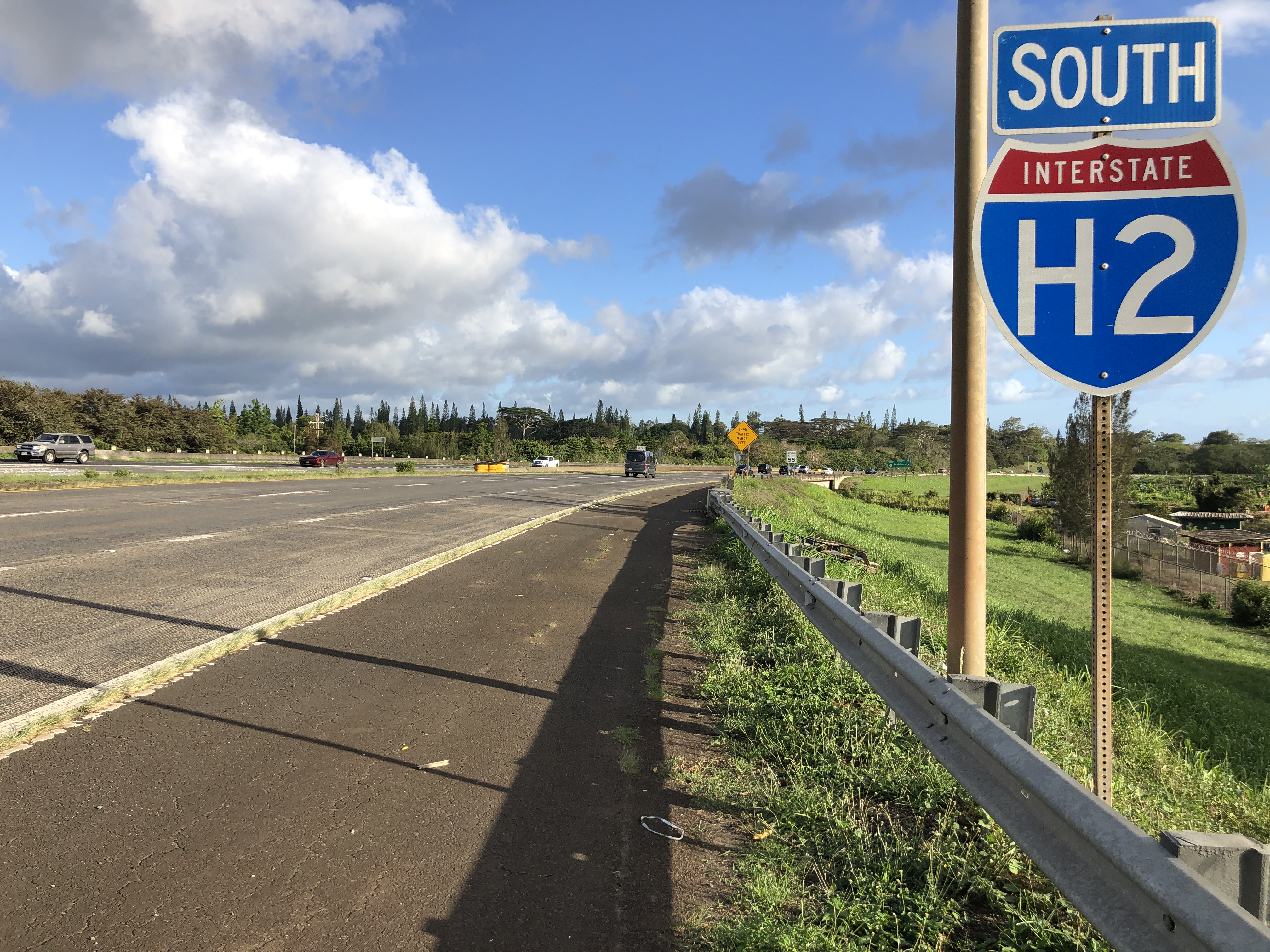
H-2 sud à Wahiawa.

La H-2 débute à l'échangeur Waiawa avec la H-1 à Pearl City, au nord de Pearl Harbor. L'autoroute se dirige vers le nord dans le quartier résidentiel de Waipio. Elle bifurque ensuite vers le nord-est et longe la Pānakauahi Gulch alors qu'elle effleure les collines de la chaîne Koʻolau. L'autoroute tourne vers le nord-ouest et croise la Kipapa Gulch avant de traverser un secteur résidentiel dans la ville de Mililani, où elle croise la Meheula Parkway. L'autoroute s'approche de Wahiawa et tourne vers le nord afin de passer autour du Wheeler Army Airfield. La H-2 se termine après un échangeur avec la Route 99, laquelle continue vers l'ouest via Wilikina Drive vers Schofield Barracks.

## Liste des sorties
| Interstate H-2    |              |      |       |        | |                                                           |
| Comté             | Municipalité | mi   | km    | Sortie | Intersections / Destinations                                                                           | Notes                                                     |
| Honolulu          | Pearl City   | 0,00 | 0,00  | 1      | H-1 – Honolulu, Waianae                                                                                | Indiqué sortie 1A (est) et 1B (ouest); sortie 8 de la H-1 |
| Honolulu          | Waipio       | 2,40 | 3,90  | 2      | Ka Uka Boulevard                                                                                       |                                                           |
| Honolulu          | Mililani     | 5,50 | 8,90  | 5      | Mililani Mauka, Mililani                                                                               | Indiqué sortie 5A (Mauka) et 5B (ville) en direction nord |
| Honolulu          | Waipio Acres | 7,20 | 11,60 | 7      | Route 99 (en) nord / Leilehua Golf Course Road – Parc technologique de Mililani, Wheeler Army Airfield | Sortie direction nord, entrée direction sud               |
| Honolulu          | Wahiawa      | 7,40 | 11,90 | 8      | Route 99 (en) nord – Wahiawa                                                                           |                                                           |
| Honolulu          | Wahiawa      | 8,30 | 13,40 | 9      | Route 99 (en) sud (Kamehameha Highway)                                                                 | Sortie direction sud, entrée direction nord               |
| Honolulu          | Wahiawa      | 8,30 | 13,40 | —      | Route 99 (en) nord                                                                                     | Continue au nord comme Wilikina Drive                     |
| - Accès incomplet |              |      |       |        | |                                                           |